# Глускина, Лия Менделевна
Ли́я Ме́нделевна Глу́скина (1914—1991) — советский историк-антиковед, доктор исторических наук, профессор Ленинградского пединститута (в качестве совместителя также работала на историческом факультете ЛГУ). Специализировалась на истории Дельф, Афин и полисов, а также переводила Эсхина, Гиперида и Демосфена.

## Биография
Дочь раввина М. А. Глускина, жена историка И. Д. Амусина (1910—1984).
Окончив Ленинградский университет в 1941 году, была отправлена преподавать в деревню под Казанью. После снятия блокады Ленинграда работала на историческом факультете ЛГУ. С 1946 года преподавала в ЛГПИ им. М. Н. Покровского, после его вхождения в состав ЛГПИ им. А. И. Герцена, до 1976 года продолжала работать в нём в должности доцента, а затем профессора кафедры всеобщей истории.
В 1948 году защитила кандидатскую диссертацию «Политическая роль дельфийского оракула (из истории Дельфов VI в. до н. э.)», в 1968 году — докторскую диссертацию «Исследования по социально-экономическим отношениям в Аттике IV в. до н. э.» (в 2-х томах).

## Основные работы
Книги
- Очерки истории древней Греции. — Л., 1958. (в соавт. с К. М. Колобовой)
- Проблемы социально-экономической истории Афин в IV в. до н. э. — Л., 1975.
- История древнего мира. Учебное пособие для студентов-заочников. — М.,1986 (в соавт.)

Статьи
- Дельфы как экономический центр древней Греции // Ученые записки ЛГПИ. XII, 1956. Вып. 2. С. 146—165.
- Афинские метеки в борьбе за восстановление демократии в конце V в. до н. э. // ВДИ. 1958. № 2. С. 70-89.
- Эйсфора в Афинах IV в. до н. э. // ВДИ. 1961 № 2
- Трезенская надпись с декретом Фемистокла // ВДИ. 1963. № 4. С. 35-52.
- Разрешены ли загадки афинской эйсфоры? // ВДИ. 1967. № 2
- Аренда земли в Аттике IV в. до н. э. // ВДИ. 1968. № 2. С. 42-58.
- О некоторых аспектах кредитно-денежных отношений в Аттике IV в. до н. э. // ВДИ. 1970. № 3. С.17-43.
- О специфике греческого классического полиса в связи с проблемой его кризиса. // ВДИ. 1973. № 2$
- Греко-персидские войны // История древнего мира. Т. 2. Расцвет древних обществ. М., 1982. С. 160—181.
- Проблемы кризиса полиса // Античная Греция. Проблемы развития полиса. Т. 2. М., 1983. С. 5-42.

## Ссылка
- Статья на сайте «Биографика СПбГУ»